# フランツ・シェーンフーバー
フランツ・クサーヴァー・シェーンフーバー（Franz Xaver Schönhuber、1923年1月10日 - 2005年11月27日）は、ドイツの極右政治家、ネオナチ。1983年に誕生した右派政党「共和党」（Die Republikaner(REP)）創設メンバーの1人で、1985年から1994年まで党首（2代目）を務めた。

## 第二次世界大戦
1923年1月10日ドイツ国（ヴァイマル共和政）のバイエルン州トロストベルク（Trostberg）に生まれた。
国家社会主義ドイツ労働者党（ナチス）の青少年団体「ヒトラーユーゲント」（HJ）に所属した後の1942年（19歳）武装親衛隊（Waffen-SS）へ入隊した。
第二次世界大戦（独ソ戦）後期の1944年秋、SS所属武装擲弾兵旅団「シャルルマーニュ」（Waffen-Grenadier-Brigade der SS « Charlemagne »：武装親衛隊のフランス人義勇兵旅団。後に師団昇格）にドイツ人将兵の1人として所属しており、第57SS所属武装擲弾兵連隊第9中隊で戦闘訓練教官を務めていた。なお、1945年2月下旬～3月の間に「シャルルマーニュ」師団が出陣したポメラニア戦線には従軍していない。
武装親衛隊における最終階級はSS伍長（SS-Unterscharführer）であり、大戦中に二級鉄十字章（Eisernes Kreuz II. Klasse）を受章した。

## 戦後

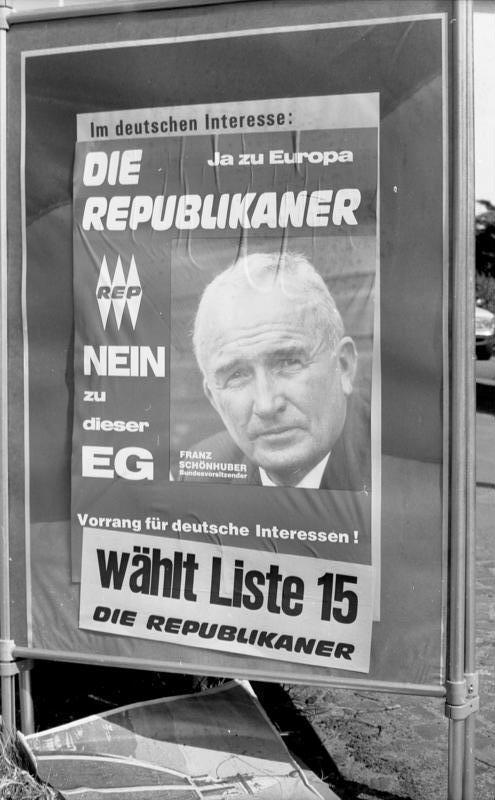
1989年欧州議会議員選挙における共和党の選挙運動ポスター（1989年6月18日撮影）。

戦後は記者や司会者としてキャリアを積み上げるも回顧録でナチスを擁護したとの非難を受けた。その後アルミン・モーラーなどと意気投合し、1983年11月26日、フランツ・ハンドロス（Franz Handlos）らと共に「共和党」（Die Republikaner(REP) / 党本部バイエルン州ミュンヘン）を創設した。
1985年から共和党2代目党首を務めた。この時期の共和党はフランスの極右政党「国民戦線」（FN）の影響を受けつつ、反共主義・反米主義を掲げた。そして1989年の欧州議会議員選挙で共和党は5%阻止条項を突破して欧州議会入り（ドイツにおける欧州議会議席数78のうち6議席を獲得）し、戦後の西ドイツで初めて全国レベルの選挙で議席を獲得した極右政党となった。
その後、ベルリンの壁崩壊からドイツ再統一以降の共和党は（一時期を除き）選挙で連敗が続き、さらに党内でシェーンフーバーを穏健過ぎるとする急進派との内紛が生じた。1994年もしくは1995年にシェー共和党を去り、3代目党首にはロルフ・シリエレル（Rolf Schlierer）が就任した。
2005年11月27日、バイエルン州ミュンヘンにおいて肺血栓塞が原因で死去した。満82歳没。

## 著作

### 1980年代
- « Ich war dabei » Langen Müller (1981) ISBN 978-3784419060
- « Freunde in der Not » Georg Müller Verlag (1983) ISBN 978-3784419657
- « Macht » Langen Müller (1985) ISBN 978-3784420103
- « Trotz allem Deutschland » Langen Müller (1987) ISBN 978-3784421674
- « Die Türken: Geschichte und Gegenwart » Langen-Müller (1989) ISBN 978-3784422527

### 1990年代
- « In Acht und Bann: Politische Inquisition in Deutschland » Verlagsges. Berg, Berg (1995) ISBN 978-3861180487
- « Die verbogene Gesellschaft: Mein Leben zwischen NS-Erziehung und US-Umerziehung » Druffel & Vowinckel (1996) ISBN 978-3861180616
- « Le Pen - Der Rebell » Druffel & Vowinckel (1997) ISBN 978-3861180692

### 2000年代
- « Europas Patrioten - Woher, wohin?: Die Eurorechte - Chance oder Illusion? » Druffel & Vowinckel (2000) ISBN 978-3861180876
- « Schluß mit deutschem Selbsthaß » （ホルスト・マーラー（Horst Mahler）との共著）Berg am Starnberger See, VGB-Verlagsgesellschaft Berg mbH, 2000. ISBN 978-3861180937
- « Welche Chancen hat die Rechte? » Nation Europa Verlag (2002) ISBN 978-3920677590
- « Der missbrauchte Patriotismus » Seifert (2004) ISBN 978-3000136108
- « Die Volksverdummer: persönliche Erfahrungen mit deutschen Medienleuten » （死後出版）Nation Europa Verlag (2006) ISBN 9783920677637

### フランス語
- Grégory Bouysse "Légion des Volontaires Français, Bezen Perrot & Brigade  Nord-Africaine" lulu, 2012.